# 周浑元
周浑元（1895年—1938年1月18日），字乾初，江西金溪秀谷镇周家巷人。中华民国和国民革命军军事将领，追赠陆军上将。

## 生平

### 早期经历
周浑元是保定军校第八期步兵科毕业。1919年3月，任江西护国军第二军34团2营见习、排长，后随军入粤，参加护法运动和讨伐龙济光的战事。1920年起，周浑元任粤军第3支队游击营连长、援闽粤军司令部参谋、援赣军第4支队步兵营营长。1923年10月起，周浑元任赣军第二混成旅一团团长、滇黔赣联军新军第2支团指挥部参谋处处长、孙中山广州大元帅府中央直辖第四师独立一团团长。1925年12月起，周浑元任赣军独立军暂编第1旅副旅长、赣东绥靖使署代理参谋长。1926年，任国民革命军第十四军第一师参谋长，参加北伐战争。

### 第一次国共内战期间
1928年，任第五师第十四旅旅长。同年11月，所部一团在江西宁冈龙源口被红四军击败。1930年，任第五师副师长，率部警备淞沪地区。1931年8月，参加对中央苏区第三次围剿，红三军团围攻龙冈国军围剿部队，周浑元力战将其击败。同年冬，任第五师师长。1932年10月，奉命围攻赣东北红军，攻占红十军根据地葛源。次年4月，再攻克金溪，方志敏部红军退守贵溪。
1933年9月，组建国民革命军第三十六军，周浑元任军长。同年10月，国军发动第五次围剿，周浑元所部于飞茑与彭德怀所率东方军遭遇，之后红军攻占询口，所部十八旅被歼。1934年4月，周浑元军攻占广昌云际寨。7月，中共中革军委委员孔荷宠向周浑元军投降。
1934年11月，三十六军被编成第八纵队，由湘鄂入黔川，参加追击与堵截对红一方面军长征的作战。1935年2月，红军再占遵义，击败吴奇伟纵队。周浑元部赶到乌江北岸驻守，红军截获了蒋介石发给周浑元的电报，命令周浑元立刻进击遵义，毛泽东遂令红军在周浑元进击红军的途中埋伏，希望全歼周浑元部。但蒋介石随后又给周浑元发令，命其坚壁不出，等待大军到来。可是这一电报的密码没有被红军破译。红军见周浑元不出，屡次试图诱其出战，但周浑元坚决执行蒋介石的坚壁不出的命令，坚守鲁班场等待中央军主力的到来。红军围攻鲁班场，最终以失败告终。为避免受国军夹击，毛泽东最终命令红军再次北渡赤水河，即“三渡赤水”。
1935年4月，周浑元晋升为陆军中将军衔。旋任川鄂湘边区剿匪总指挥部第三十六军军长，再次率部围剿长征途中的红四方面军和红二方面军。红军北上陕西后，奉命率部返回云南驻守。1936年11月，周浑元被授予三等云麾勋章。

### 抗日战争时期
1937年，周浑元兼任重庆警备司令部司令。6月，任川康军事整理委员会委员，参与整理川康军队事宜。1938年1月12日，周浑元突患脑溢血，18日逝世。周浑元死后，蒋介石撰送挽联：“风雨忆龙骧，楼船未下收吴地；壮怀空马革，金剑长沈惜楚材。”后又追认其为陆军上将。遗体运回金溪，葬于马尾泉下的翠云排侧山坡上。蒋介石亲题墓碑“陆军上将周公浑元之墓”。其墓于文化大革命期间被毁。